# مصطفى خامنئي
مصطفى خامنئي (بالفارسية: سید مصطفی خامنه‌ای) هو رجل دين مسلم شيعي إثنا عشري إيراني، ولد في 5 فبراير من عام 1965. هو الإبن الأكبر للمرشد الأعلى للثورة الإسلامية الحالي علي خامنئي.